# Vladimir Pachkov
Vladimir Igorevitch Pachkov (en russe : Владимир Игоревич Пашков), né le 4 février 1961 à Bratsk dans l'oblast d'Irkoutsk, est un homme d'État russe et de la république populaire de Donetsk.

## Biographie
Citoyen russe, il est né dans la ville sibérienne de Bratsk.
Vice-maire de Bratsk (2005), il devient ensuite ministre du Développement économique, du Travail, des Sciences et de l'Enseignement supérieur de l'oblast d'Irkoutsk (2008), puis vice-gouverneur (en 2008 puis de 2012 à 2015), et premier vice-président du gouvernement (2010-2012).
De 2018 à 2021, il est vice-Premier ministre de la république populaire de Donetsk. En février 2020, il est Premier ministre par intérim.